# 橐吾状蒲儿根
橐吾状蒲儿根（学名：Sinosenecio ligularioides）为菊科蒲儿根属下的一个种。

## 扩展阅读
- 維基物種上的相關：橐吾状蒲儿根